# لیبکوف (ناحیه دوماژلیتسه)
لیبکوف (به چکی: Libkov) یک منطقهٔ مسکونی در جمهوری چک است که در ناحیه دوماژلیتسه واقع شده‌است. لیبکوف ۴٫۱۱ کیلومتر مربع مساحت و ۱۰۹ نفر جمعیت دارد و ۵۶۸ متر بالاتر از سطح دریا واقع شده‌است.